# Grote wilgwratgalmug
De grote wilgwratgalmug (Iteomyia major) is een muggensoort uit de familie van de galmuggen (Cecidomyiidae). De soort komt voor op wilgen.

## Kenmerken
De soort levert een dikwandige, harde eenkamerige vergalling in de nerf. Dit kan de hoofdnerf of een dikke zijnerf zijn. De soort heeft een voorkeur voor breedbladige wilgen. Vaak staan er een aantal bij elkaar die tot een complex in elkaar overlopen. Iedere galkamer staat via een gaatje (meestal in de onderzijde) in verbinding met de buitenwereld. De larve heeft een initieel een witte kleur, maar wordt later oranjerood. Er leeft één generatie per jaar. Ze overwinteren in de grond.
De gallen lijken op die van de kleine wilgwratgalmug (Iteomyia capreae), maar dit zijn 4 mm dikke, harde, groene exemplaren die bij het rijpen een roodachtige of paarsachtige tint hebben. Ze zijn niet zo prominent aanwezig op het onderste bladoppervlak, met roodomrande conische poriën.

## Verspreiding
De soort komt voor in Europa.

## Waardplanten
Op de volgende waardplanten komt de soort voor:
- Salix aurita (Geoorde wilg)
- Salix bicolor
- Salix x calodendron
- Salix caprea (Boswilg)
- Salix cinerea (Grauwe wilg)
- Salix cinerea subsp. oleifolia (Rossige wilg)
- Salix elaeagnos
- Salix glauca
- Salix lanata
- Salix myrsinifolia (Zwarte wilg)
- Salix pentandra (Laurierwilg)
- Salix phylicifolia
- Salix purpurea (Bittere wilg)
- Salix silesiaca

## Naamgeving
De wetenschappelijke naam van de soort is gepubliceerd in 1889 door Kieffer